# Gianfranco Rosi
Gianfranco Rosi (dʒaɱˈfraŋko ˈrɔːzi; Asmara 30 de novembre de 1963) és un documentalista italo-estatunidenc. El seu documental Sacro GRA (2013) vs guanyar el Lleó d'Or al 70a Mostra Internacional de Cinema de Venècia, mentre que el seu documental de 2016 Fuocoammare va guanyar l'Os d'Or al 66è Festival Internacional de Cinema de Berlín. Rosi és l'únic documentalista que va guanyar dos màxims premis als tres grans festivals de cinema europeus (Venècia, Berlín i Cannes) i és l'únic director a més de Michael Haneke, Ang Lee, Ken Loach, i Jafar Panahi.
També va ser nominat a l'Oscar a la millor pel·lícula documental per Fuocoammare.

## Primers anys
Gianfranco Rosi va néixer el 1963 a Asmara, aleshores a lacolònia d'Eritrea. El seu pare italià hi treballava com a gerent de secció estrangera per a un banc propietat de l'IRI. A causa de l'amenaça de la guerra de la independència d'Eritrea, els seus pares el van tornar a Itàlia quan tenia 11 anys. Va créixer a Itàlia i a Turquia. Als 19 anys, Rosi va abandonar la Universitat de Pisa, on estudiava medicina, per assistir a la New York University Film School. Es va quedar als Estats Units, aconseguint finalment la doble ciutadania.

## Carrera
Després de graduar-se, Rosi va trobar el seu primer llargmetratge després que li diguessin que Miami, on va rodar la seva pel·lícula estudiantil, recordava Benares, la ciutat santa de l'Índia on els hindús van a morir. Va passar cinc anys allà documentant la vida als marges del Ganges, donant lloc a Boatman (1993), que es va presentar a diversos festivals internacionals de cinema, inclosos Sundance, Locarno, Toronto i el Festival Internacional de Cinema Documental d'Amsterdam
La seva següent pel·lícula Below Sea Level es va rodar al llarg de quatre anys entre els residents de la comunitat no incorporada de Slab City (Califòrnia). Va guanyar el premi al millor documental de la secció Orizzonti a la 65a Mostra Internacional de Cinema de Venècia.

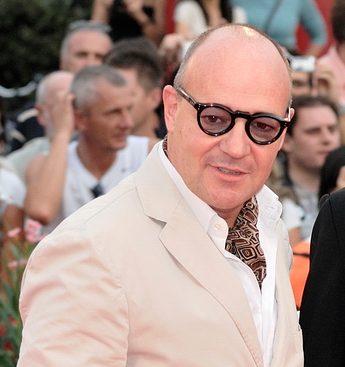
Rosi a la 66a Mostra Internacional de Cinema de Venècia.

Després d'haver-se fet amic de l'autor Charles Bowden durant la producció de Below Sea Level, a Rosi se li va oferir fer una pel·lícula a partir de l'article The Sicario (2009) de la Harper's Magazine i va dirigir El Sicario, Room 164, una conversa cara a cara amb un sicari del càrtel de Juárez acusat de 200 assassinats. Es va estrenar en competició a la secció Orizzonti a la 67a Mostra Internacional de Cinema de Venècia.
Després Rosi va tornar a Itàlia per treballar a Sacro GRA (2013), per al qual va viure durant gairebé tres anys en un remolc a prop del Grande Raccordo Anulare, una autopista circular de circumval·lació que engloba el centre de Roma, documentant les històries de la gent que l'envoltava. La pel·lícula va ser el primer documental que es va presentar al concurs principal del Festival Internacional de Cinema de Venècia i va acabar guanyant el Lleó d'Or, el seu màxim guardó, convertint-se tant en el primer documental de la història de Venècia com en la primera pel·lícula italiana en 15 anys que va rebre el premi.
Després l'Istituto Luce es va acostar a ell per fer un curtmetratge sobre el naufragi dels migrants de 2013 a l'illa italiana de Lampedusa, però Rosi aviat va desestimar el projecte d'un documental complet sobre el tractament que Itàlia havia fet de la crisi dels refugiats a Europa. Va rodar Fuocoammare (2016) durant gairebé un any a Lampedusa, centrant-se en la crisi que vista a través de la gent de l'illa, com ara Samuele de 12 anys i el metge dels migrants Pietro Bartolo. Va participar en la competició del 66è Festival Internacional de Cinema de Berlín, guanyant una vegada més el premi més alt del festival, l'Os d'Or, i rebent una àmplia aclamació de la crítica internacional en el seu llançament. La pel·lícula va ser el primer documental presentat per Itàlia per a la categoria de Millor pel·lícula estrangera a l'Oscar, tot i que no va aconseguir la nominació final, i va ser nominada al Millor Llargmetratge Documental als Premis Oscar de 2016. També va guanyar el Premi del Cinema Europeu al millor documental.
La seva següent pel·lícula Notturno (2020) es va rodar al llarg de tres anys entre aquells que vivien en zones de guerra entre Síria, Iraq, Kurdistan i el Líban. S'estrenarà en competició a la 77a Mostra Internacional de Cinema de Venècia.
Va formar part del jurat de la 71 edició de la Berlinale, format per sis directors, que ja han rebut l'Os d'Or.

## Vida personal
Rosi té una filla, Emma (nascuda el 1999/2000), d'un matrimoni anterior que va acabar a finals de la dècada de 2000.

## Filmografia
| Any  | Títol                | Director | Cinematògraf | Guionista | Productor | Tècnic de so | Notes      |
| ---- | -------------------- | -------- | ------------ | --------- | --------- | ------------ | ---------- |
| 1993 | Boatman              | Sí       | Sí           |           | Sí        | Sí           | Documental |
| 2008 | Below Sea Level      | Sí       | Sí           |           | Sí        | Sí           | Documental |
| 2010 | El Sicario, Room 164 | Sí       | Sí           |           | Sí        |              | Documental |
| 2013 | Sacro GRA            | Sí       | Sí           |           |           | Sí           | Documental |
| 2016 | Fuocoammare          | Sí       | Sí           | story     | Sí        | Sí           | Documental |
| 2020 | Notturno             | Sí       | Sí           | story     | Sí        | Sí           | Documental |

## Premis i nominacions
| Any  | Premi                                       | Categoria                                            | Treball         | Resultat  | Ref(s) |
| ---- | ------------------------------------------- | ---------------------------------------------------- | --------------- | --------- | ------ |
| 2009 | Premis del Cinema Europeu                   | Millor documental                                    | Below Sea Level | Nominat   |        |
| 2013 | Mostra Internacional de Cinema de Venècia   | Lleó d'Or                                            | Sacro GRA       | Guanyador | [ 4 ]  |
| 2014 | Premis del Cinema Europeu                   | Millor documental                                    | Sacro GRA       | Nominat   | [ 19 ] |
| 2016 | Festival Internacional de Cinema de Berlín  | Os d'Or                                              | Fuocoammare     | Guanyador | [ 20 ] |
| 2016 | Festival Internacional de Cinema de Berlín  | Premi del Jurat Ecumènic                             | Fuocoammare     | Guanyador | [ 20 ] |
| 2016 | Premis David di Donatello                   | Millor pel·lícula                                    | Fuocoammare     | Nominat   | [ 21 ] |
| 2016 | Premis David di Donatello                   | Millor director                                      | Fuocoammare     | Nominat   | [ 21 ] |
| 2016 | Premis del Cinema Europeu                   | Millor documental                                    | Fuocoammare     | Guanyador | [ 15 ] |
| 2016 | Premis del Cinema Europeu                   | Premi People's Choice a la millor pel·lícula europea | Fuocoammare     | Nominat   | [ 15 ] |
| 2017 | Premis Oscar                                | Millor documental                                    | Fuocoammare     | Nominat   | [ 22 ] |
| 2017 | Premis César                                | Millor documental                                    | Fuocoammare     | Nominat   | [ 23 ] |
| 2020 | Festival Internacional de Cinema de Venècia | Lleó d'Or                                            | Notturno        | Pendent   | [ 17 ] |